# Georg Becker (Politiker)
Georg Wilhelm Becker (* 2. Dezember 1782 in Altenburg; † 6. Januar 1843 in Steinheim) war ein hessischer Politiker und Abgeordneter der 2. Kammer der Landstände des Großherzogtums Hessen.

## Leben
Georg Becker, der evangelischen Glaubens war, war mit Johanna Dorothea geborene Diefenbach (* 29. Januar 1790 in Dietzenbach) verheiratet. Er war Steuerkommissär in Großkrotzenburg und ab 1822 in Steinheim.
In der 9. Wahlperiode (1841–1842) war Georg Becker Abgeordneter der zweiten Kammer der Landstände des Großherzogtums Hessen. In den Landständen vertrat er den Wahlbezirk Starkenburg 1/Heusenstamm.